# Лютнева вулиця (Київ, Голосіївський район)
Лютне́ва ву́лиця — вулиця в Голосіївському районі міста Києва, місцевість Віта-Литовська. Пролягає від Столичного шосе (двічі), утворюючи півколо, розірване руслом річки Віта.

## Історія
Вулиця виникла в 1-й половині XX століття.

## Установи та заклади
- Віта-Литовське кладовище (буд. № 1-А)